# ملیسا ریپون
ملیسا ریپون (انگلیسی: Melissa Rippon؛ زادهٔ ۲۰ ژانویهٔ ۱۹۸۱) بازیکن زن واترپلو اهل استرالیا است.
وی در مسابقات کشوری و بین‌المللی در مجموع برندهٔ ۱ مدال طلا، ۱ مدال نقره، ۲ مدال برنز شده‌است.